# Епархия Додж-Сити
Епархия Додж-Сити (лат. Dioecesis Dodgepolitana) — епархия Римско-Католической церкви с центром в городе Додж-Сити, США. Епархия Додж-Сити входит в митрополию Канзас-Сити в Канзасе. Кафедральным собором епархии Додж-Сити является Собор Пресвятой Девы Марии Гваделупской.

## История
19 мая 1951 года Римский папа Пий XI издал буллу Fructuosius sane, которой учредил епархию Додж-Сити, выделив её из епархии Уичито.

## Ординарии епархии
- епископ Джон Баптист Франц[англ.] (27.05.1951 — 08.08.1959) — назначен епископом Пеории
- епископ Мэрион Фрэнсис Форст[англ.] (02.01.1960 — 16.10.1976)
- епископ Юджин Джон Гербер[англ.] (16.10.1976 — 17.11.1982) — назначен епископом Уичито
- епископ Стэнли Жирар Шларман[англ.] (01.03.1983 — 12.05.1998)
- епископ Рональд Майкл Гилмор[англ.] (12.05.1998 — 15.12.2010)
- епископ Джон Бальтазар Брунгардт[англ.] (с 15.12.2010)

## Источник
- Annuario Pontificio, Libreria Editrice Vaticana, Città del Vaticano, 2003, ISBN 88-209-7422-3
- Булла Fructuosius sane, AAS 43 (1951), стр. 657  (лат.)